# Mya-Lecia Naylor
Mya-Lecia Naylor (Warwickshire, Inglaterra; 6 de noviembre de 2002-Londres, Inglaterra; 7 de abril de 2019) fue una actriz, modelo, cantante y bailarina británica.

## Carrera
Comenzó su carrera con solo dos años de edad, cuando hizo un cameo en Absolutely Fabulous. Luego, se lució en la televisión en la serie Millie Inbetween, donde interpretaba a Fran, hermanastra de la protagonista Millie Innes. También dio vida a Mya en la serie Almost Never, en la que era la voz principal de una banda de música.
En cine trabajó en las películas Cloud Atlas (2012) con Tom Hanks y Halle Berry, la cinta de terror Code Red (2013) con Julian Kostov y Paul Logan, y Index Zero (2014) junto a Simon Merrells, Ana Ularu y Antonia Liskova.
También fue miembro de la banda de los ángeles N' bandits.
Tenía un canal de YouTube en el que publicaba tutoriales de maquillaje y vídeos del backstage de los programas en los que trabajaba. Su post más reciente, publicado hacia dos meses antes de su muerte, era sobre la gira de Girls Here First.

## Fallecimiento
La actriz Mya-Lecia Naylor se quitó la vida el 7 de abril de 2019 tras ahorcarse en una carpa anexa a su casa ubicada en South Norwood, Reino Unido. Su madre, Zenna Beggs fue quien la encontró  sobre las 10 AM, inconsciente y sin pulso. Al llegar al lugar, los paramédicos confirmaron que la joven actriz había sufrido un paro cardíaco y la trasladaron al hospital Croydon University, donde falleció poco después.
La noche antes de suicidarse, Mya-Lecia Naylor se había quedado en casa. Sus padres le habían prohibido ir a una fiesta, en parte por las malas calificaciones que había obtenido en la escuela. Sus profesores habían llamado a casa para informarles que la estudiante no obtendría el Certificado General de Educación Secundaria, porque "las notas habían sido peor de lo esperadas".
Antes de irse a dormir, decidieron ver en familia una película. En el filme, uno de los personajes decidía suicidarse. A la mañana siguiente, horas antes de quitarse la vida, su padre se cruzó con ella en el pasillo, pero nada le hizo sospechar de las intenciones de su hija.
Más adelante se declararía oficialmente que su muerte fue más bien un desafortunado accidente en lugar de un suicidio propiamente tal, ya que existirían varias pruebas que indicarían que la joven tenía planes a futuro. Declaraciones de su padre darían cuenta de que el intentar suicidarse habría sido un intento por querer hacer sentir culpables a sus padres por haberla castigado, sin embargo, el resultado habría ido más allá de lo que la joven tenía pensando en ese momento.

## Filmografía
- 2014: Index Zero.
- 2013: Code Red.
- 2012: Cloud Atlas.

## Televisión
- 2019: Almost Never.
- 2014-2018: Millie Inbetween.
- 2012: The Last Weekend
- 2011: Tati's Hotel
- 2011: Cartoonito Tales.
- 2004: Absolutely Fabulous.